# Alexander Falk (Unternehmer, 1967)

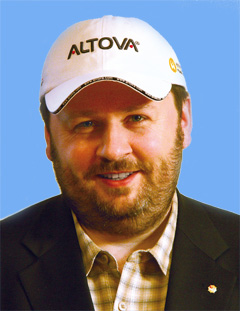
Alexander Falk

Alexander Falk (* 13. August 1967 in Wien) ist ein österreichischer Unternehmer. Er ist Mitbegründer und CEO der Altova GmbH und hat an der Entwicklung des XML-Editors Altova XMLSpy mitgewirkt. Er war Mitglied der XML-Schema-Arbeitsgruppe des World Wide Web Consortium (W3C), das die XML Schema 1.0-Spezifikation definiert hat, und der Object Management Group (OMG).

## Leben
Falk ist der Sohn des Chemikers Heinz Falk. Er besuchte das Europagymnasium Auhof in Linz, wo er 1985 maturierte. Sein Studium an der Johannes Kepler Universität in Linz, Österreich schloss er 1992 mit dem Titel eines Diplom-Ingenieurs ab.
Falk begann seine berufliche Karriere bei Apple, wo er als Software-Entwickler in der Development Systems-Gruppe an ResEdit 2.0 und 2.1 arbeitete.
1992 gründete Falk in Wien die Altova GmbH (vormals: Icon EDV Informations-Systeme GmbH) und expandierte mit Altova, Inc. in die USA. Von Beginn an ist Altova mit seinem XML-Editor XMLSpy führend im Bereich der XML-Technologien. Seither hat das Unternehmen seine Produktlinie erweitert und bietet nun ein komplettes Paket an Datenbankmanagement-, Datenintegrations-, UML- und Datenmanagement-Tools. Altova zählt 3 Millionen Kunden weltweit, unter anderem 91 % aller Fortune-500-Unternehmen.
Falk war ursprünglich direkt in die Software-Entwicklung bei Altova involviert – unter anderem, als er von 1999 bis 2002 an der Entwicklung von XMLSpy mitwirkte. Von 2000 bis 2003 war er an der Erstellung der XML-Schema 1.0-Spezifikation durch das W3C aktiv beteiligt und wirkt weiterhin an der Entwicklung verschiedener Standards mit.
Als Segler ist Falk Mitglied des Marblehead Sail & Power Squadrons, einem Verein, der es sich zum Ziel gesetzt hat, Bootsfahren sicherer zu machen. Falk war von 2007 bis 2008 Commander und ist ein von der amerikanischen Küstenwache zertifizierter Bootsprüfer.
Falk ist seit 2005 Vorstandssekretär des Marblehead Little Theatre, einer Schauspielgruppe in Neuengland.
In seinem Blog XML Aficionado berichtet Falk über soziale Medien, technische Entdeckungen und XML-spezifisches Fachwissen. In seinem Gourmet-Reise-Blog Pheasant Glass schrieb er Restaurantkritiken.
Falk lebte bis 2001 in Österreich und ließ sich anschließend in den USA nieder. Er ist mit Nora Falk, einer Textilkünstlerin, verheiratet und hat zwei Kinder.